# Prosimulium tomosvaryi
Prosimulium tomosvaryi är en tvåvingeart som först beskrevs av Günther Enderlein 1921.  Prosimulium tomosvaryi ingår i släktet Prosimulium och familjen knott. Inga underarter finns listade i Catalogue of Life.